# 林芝齿突蟾
林芝齿突蟾（学名：Scutiger nyingchiensis）为锄足蟾科齿突蟾属的两栖动物，是中国的特有物种。分布于西藏等地，常生活于山区缓流小溪及石块下、潮湿的倒木下以及水深10-40cm处。其生存的海拔范围为2730至4560米。该物种的模式产地在西藏林芝。其种加词“nyingchiensis”意为“西藏林芝的”。

## 保护
本种于2023年被收录入《有重要生态、科学、社会价值的陆生野生动物名录》。